# Phalacrocorax onslowi
Phalacrocorax onslowi là một loài chim trong họ Phalacrocoracidae.